# Château de Kuusisto
Le château de Kuusisto (finnois : Kuusiston piispanlinna, suédois : Kustö biskopsborg) est un château médiéval catholique construit sur l'île de Kuusisto à Kaarina en Finlande,.

## Histoire
Le château fort est construit au bord de la baie de Piikkiönlahti probablement à la fin du XIIIe ou au début du XIVe siècle.
Les évêques disposent d'une base à Kuusisto au plus tard dès la fin du XIIIe siècle.
Ainsi Magnus I y séjourne en 1295, mais on ne sait pas si la base est située à l'emplacement du château.
Dans sa chronique épiscopale rédigée dans les années 1570, Paulus Juusten raconte que la construction du château de Kuusisto se termine à l'époque de Ragvald II (fi) (1308–1321).
Au temps de Ragvald II, il se peut que le château ait été majoritairement en bois, mais la construction du château en pierre débute à son époque ou celle de ses successeurs Pentti Gregoriuksenpoika (fi) ou Hemming.
À la fin du XIVe siècle, la façade du bâtiment est pratiquement terminée, mais les bâtiments et les équipements sont encore peu élevés et modestes.
Au XVe siècle, Magnus II Tavast fortifie l'édifice et l'on commence alors à parler de château fort
Le dernier évêque est Arvid Kurki, il emmène des réfugiés danois en Suède en 1522, mais il se noie en route.
Vers 1485, un grand incendie endommage partiellement le château, mais les dommages sont réparés.
De 1489 à 1500, Maunu III Särkilahti (fi) continue la construction du château.
Les troupes de Gustave Ier Vasa conquièrent à nouveau le château en 1523.
Cependant Gustave Ier n'est pas intéressé par le château et sur commandement du roi et de Magnus Sveninpoika les troupes le détruisent en 1528 pendant la réforme protestante.
Les matériaux serviront probablement à la construction du château de Turku, de l’église de Piikkiö et à la fin du XIXe siècle on les utilisera pour réparer le château de Kastelholm.
Les travaux de reconstruction dirigés par le prédécesseur de la direction des musées de Finlande commenceront en 1891.
La direction des musées de Finlande a classé le château parmi les sites culturels construits d'intérêt national.

## Galerie

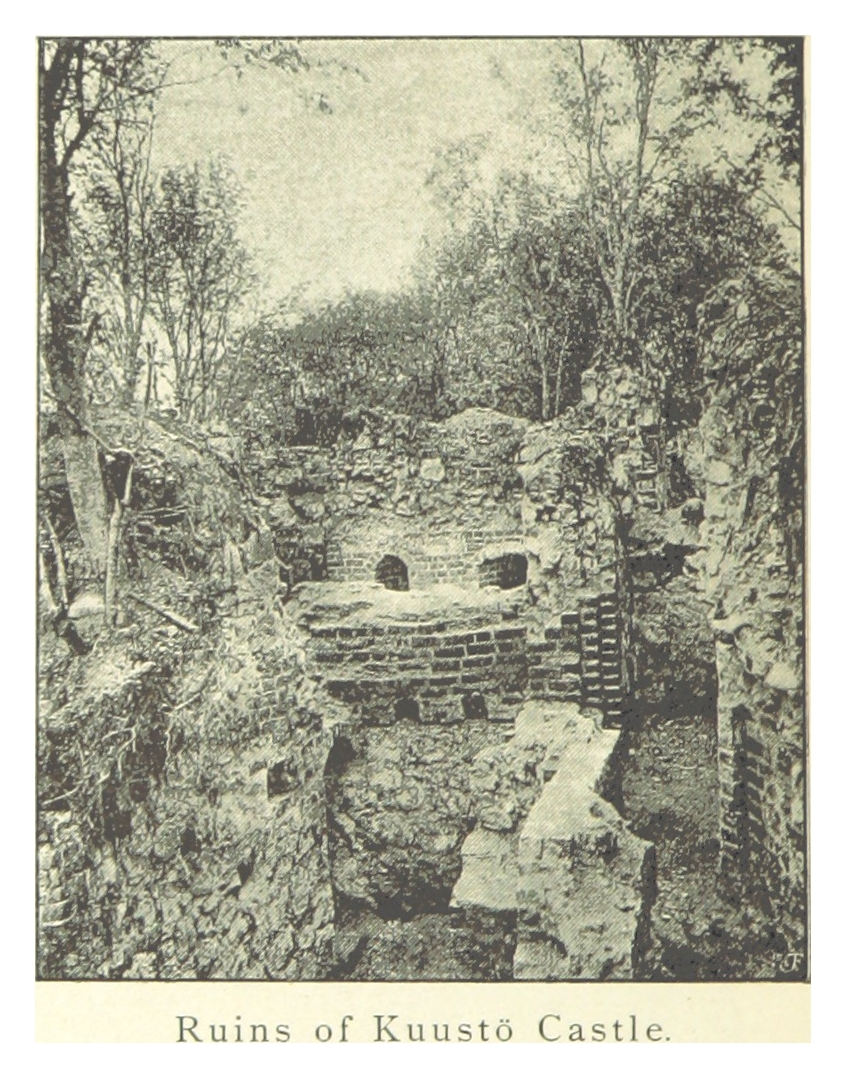
Structures du château en 1894.
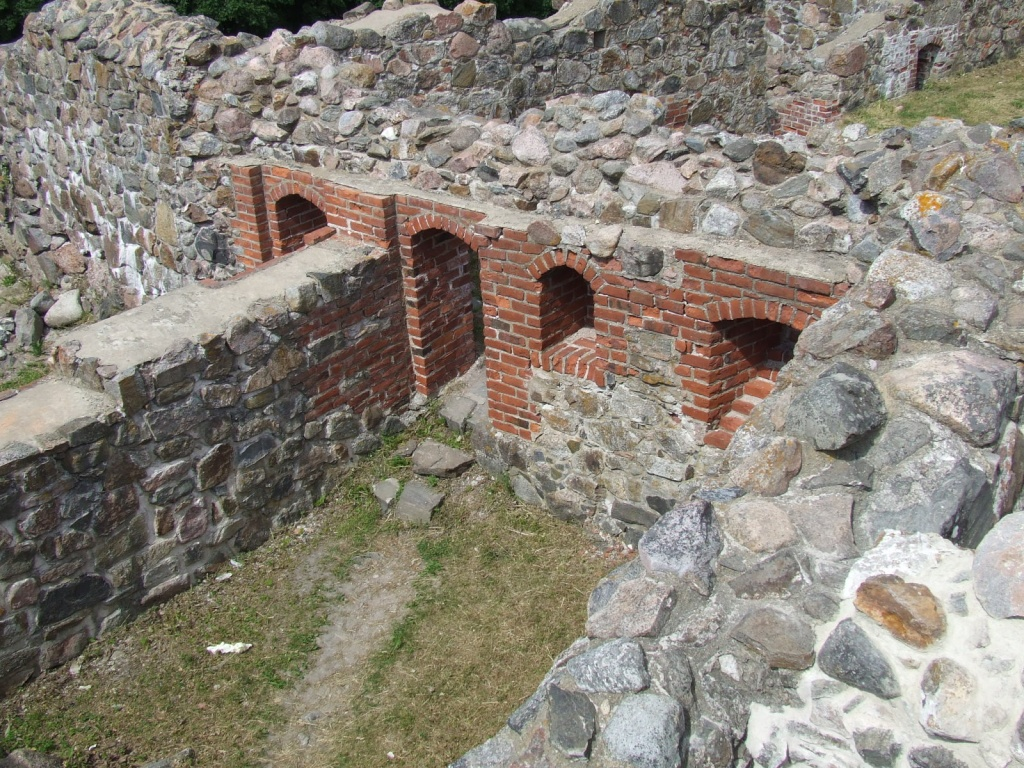
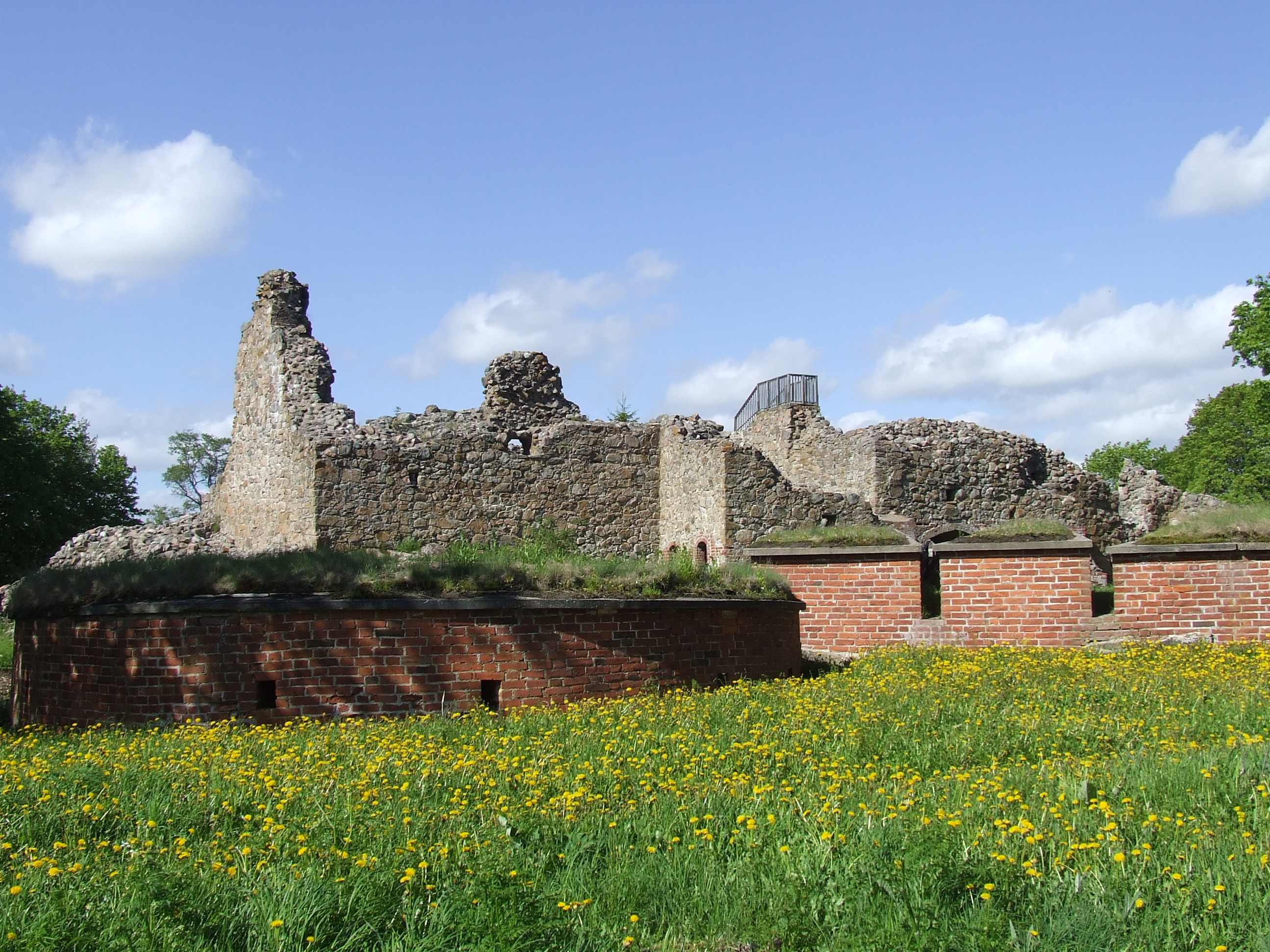